# Siccia pallens
Siccia pallens är en fjärilsart som beskrevs av George Francis Hampson 1918. Siccia pallens ingår i släktet Siccia och familjen björnspinnare. Inga underarter finns listade i Catalogue of Life.